# A-180 (Rusland)
De A-180 of Narva (Russisch: A-180 «Нарва») is een federale autoweg in Rusland. De weg begint aan de KAD, de nieuwe ringweg van Sint-Petersburg, en leidt naar de Estse grens bij Ivangorod. De weg voert hierna via de Põhimaantee 1 verder naar Tallinn. De A-180 is 142 kilometer lang en had tot 2011 het nummer M-11, wat nu het nummer is van de autosnelweg Moskou - Sint-Petersburg. 
Tot 1991 liep de weg door tot de Estse hoofdstad Tallinn. De weg kent één rijstrook per richting. Rondom Kingisepp ligt een ringweg. De A-180  is onderdeel van de E20. 